# Acacia disticha
Acacia disticha é uma espécie de leguminosa do gênero Acacia, pertencente à família Fabaceae.